# Diego Llorente
Diego Javier Llorente Ríos, född 16 augusti 1993 i Madrid, är en spansk fotbollsspelare som spelar för Leeds United. Han representerar även Spaniens landslag.

## Klubbkarriär

### Leeds United
I september 2020 värvades Llorente av engelska Leeds United, där han skrev på ett fyraårskontrakt.
Den 23 december 2022 förlängdes Llorentes kontrakt med Leeds United till sommaren 2026.

#### Roma (lån)
Den 31 januari 2023 lånades Llorente ut till Roma för resten av säsongen 2022/2023, med en option på permanent övergång. Den 8 juli 2023 lånades han ut till Roma igen, denna gång på ett ettårslån, utan option på permanent övergång.